# Вјачеслав Малафејев
Вјачеслав Александрович Малафејев (рус. Вячеслав Александрович Малафе́ев; рођен 4. марта 1979. године у Лењинграду) је бивши руски фудбалер који је играо на позицији голмана. Након што је завршио школу фудбала позван је у други тим Зенита, Зенит 2, а 1999. године је прешао у први тим Зенита.
Од 1999. године брани на голу олимпијске фудбалске репрезентације Русије.
За репрезентацију је дебитовао на мечу Велс - Русија 19. новембра 2003. године. Учествовао је и на Европском првентсву у Португалу 2004. године. Освојио је руску Премијер лигу са Зенитом 2007. године.

## Успеси
- шампион Русије 2007. године
- освајач купа Русије у сезони 1998 - 1999.
- освајач Купа Руске Премијер Лиге 2003. године
- финалиста Интертото Купа
- освајач УЕФА Купа за сезону 2007 - 2008.
- освајач Суперкупа Русије 2008. године